# Мервська оаза
Мервська оаза — одна з оаз Центральної Азії, розташована в дельті річки Мургаб в Каракумах, Туркменістан.
Мервська оаза має довгу історію. Вона була заселена вже в епоху Маргіанської цивілізації (кінець III-го — початок II-го тис. до Р. Х.). На її території знаходився Мерв — найдавніше відоме місто Середньої Азії. В 1990-х роках у Мервській оазі було відкрито величезний некрополь Гонур-Депе, що датується II—I тисячоліттям до Р. Х. На думку В. І. Саріаніді Гонур заснували індо-іранці (арії).

## Клімат
Клімат в оазі субтропічний внутришньоконтинентальний — тривале спекотне літо і коротка холодна зима, різкі коливання добових температур повітря, мала кількість атмосферних опадів. Середні температури січня -2-4 ° C, липня 28-32 ° C; кількість опадів 100—300 мм на рік.

## Гідрологія
Основними водними джерелами оази є річка Мургаб, Каракумський канал і артерії, що відгалужуються від них. На Мургабі для зрошення побудовані Ташкепринське, Казиклибентське, Колхозбентське, Іолотанське, Гіндукушське та Сариязинське водосховища. Річка має так звану сліпу дельту, її дельтове віяло губиться у пісках пустелі Каракуми.
В оазі розташовані великі промислові центри — міста Мари, Байрам-Алі, Йолетен. Поруч з містом Мари до Мургабу впадає Каракумський канал. Розвинене поливне землеробство, плодівництво і виноградарство. Є великим районом бавовнярства. В оазі вирощують також пшеницю, ячмінь, кукурудзу, овочеві, баштанні і кормові культури. У тваринництві переважає каракулівництво. Розвинене конярство.
- Курорт — Байрам-Алі.